# Brouvelieures
Brouvelieures és un municipi francès, situat al departament dels Vosges i a la regió del Gran Est. L'any 2007 tenia 520 habitants.

## Demografia

### Població
El 2007 la població de fet de Brouvelieures era de 520 persones. Hi havia 207 famílies, de les quals 57 eren unipersonals (8 homes vivint sols i 49 dones vivint soles), 69 parelles sense fills, 65 parelles amb fills i 16 famílies monoparentals amb fills.
La població ha evolucionat segons el següent gràfic:
Habitants censats

### Habitatges
El 2007 hi havia 254 habitatges, 214 eren l'habitatge principal de la família, 18 eren segones residències i 21 estaven desocupats. 175 eren cases i 76 eren apartaments. Dels 214 habitatges principals, 128 estaven ocupats pels seus propietaris, 80 estaven llogats i ocupats pels llogaters i 6 estaven cedits a títol gratuït; 2 tenien una cambra, 12 en tenien dues, 30 en tenien tres, 51 en tenien quatre i 119 en tenien cinc o més. 158 habitatges disposaven pel capbaix d'una plaça de pàrquing. A 97 habitatges hi havia un automòbil i a 85 n'hi havia dos o més.

### Piràmide de població
La piràmide de població per edats i sexe el 2009 era:
| Homes | Edats   | Dones |
| ----- | ------- | ----- |
| 0     | 95 o +  | 0     |
| 0     | 90 a 94 | 0     |
| 0     | 85 a 89 | 8     |
| 4     | 80 a 84 | 4     |
| 12    | 75 a 79 | 20    |
| 16    | 70 a 74 | 8     |
| 16    | 65 a 69 | 16    |
| 16    | 60 a 64 | 12    |
| 4     | 55 a 59 | 8     |
| 16    | 50 a 54 | 20    |
| 16    | 45 a 49 | 16    |
| 44    | 40 a 44 | 20    |
| 16    | 35 a 39 | 16    |
| 24    | 30 a 34 | 20    |
| 4     | 25 a 29 | 16    |
| 12    | 20 a 24 | 12    |
| 20    | 15 a 19 | 8     |
| 40    | 10 a 14 | 4     |
| 28    | 5 a 9   | 8     |
| 8     | 0 a 4   | 8     |

## Economia
El 2007 la població en edat de treballar era de 309 persones, 229 eren actives i 80 eren inactives. De les 229 persones actives 203 estaven ocupades (113 homes i 90 dones) i 26 estaven aturades (8 homes i 18 dones). De les 80 persones inactives 27 estaven jubilades, 28 estaven estudiant i 25 estaven classificades com a «altres inactius».

### Ingressos
El 2009 a Brouvelieures hi havia 212 unitats fiscals que integraven 506,5 persones, la mediana anual d'ingressos fiscals per persona era de 14.797 €.

### Activitats econòmiques
Dels 24 establiments que hi havia el 2007, 1 era d'una empresa alimentària, 8 d'empreses de construcció, 5 d'empreses de comerç i reparació d'automòbils, 4 d'empreses de transport, 1 d'una empresa d'hostatgeria i restauració, 1 d'una empresa d'informació i comunicació, 2 d'empreses de serveis, 1 d'una entitat de l'administració pública i 1 d'una empresa classificada com a «altres activitats de serveis».
Dels 13 establiments de servei als particulars que hi havia el 2009, 1 era una gendarmeria, 1 oficina de correu, 2 tallers de reparació d'automòbils i de material agrícola, 1 paleta, 4 fusteries, 2 lampisteries, 1 electricista i 1 restaurant.
L'únic establiment comercial que hi havia el 2009 era una fleca.

## Equipaments sanitaris i escolars
El 2009 hi havia una escola elemental.

## Poblacions més properes
El següent diagrama mostra les poblacions més properes.